# Flip Unit Team
A Flip Unit Team magyar professzionális akrobata show-csapat, melynek fellépései a freestyle akrobatika, parkour, cheerleading és a cirkusz show-elemeit ötvözik. Fennállásuk óta Magyarországon ezernél is több bemutatót tartottak.
Utánpótlásképzésük 2009 óta megszakítás nélkül működik Szegeden évente 50-100 tanítvánnyal. Edzéseiken a kezdőktől kezdve egészen a legmagasabban képzett profi akrobatákig, kortól és nemtől függetlenül bárki részt vehet.
A Flip Unit Team szervezésében 2014 óta minden évben megrendezik az AKRO CAMP nevű sportfesztivált, melyre az ország legkülönbözőbb pontjairól érkeznek hobbi- és hivatásos sportolók különféle akrobatikus sportágakból. A rendezvény kiemelt sportágai a freestyle akrobatika, parkour, tumbling, cheerleading, tricking, trampoline, fitnesz, pole dance, break dance, capoeira, aerial hoop/silk, slackline, army training, flexibility training. A fesztivál hatnapos, és a sportágak legkiemelkedőbb magyar alakjait vonultatja fel mint edzőket vagy special guesteket. A 2014-es indulás óta 24 főről napjainkra már 100+ főre növekedett a résztvevők száma.
Csapattagok: 
Balogh Dávid "Dave" (alapító, ügyvezető, manager, partnerstunt base, akrobata)
Horpácsy Tamás "Horpy" (akrobata, parkour)
Bakocs Alexandra "Szasza" (cheerleader flyer, manager assistant)
Orvos Alexa "Lexus" (akrobata, torna)
Horvát Márk "Béci" (akrobata, tumbling)
Bálint Dániel "Dani" (akrobata, parkour)
Törökgyörgy Adrienn "Adri" (akrobata, fitnesz)
Pataki Zoltán "Zoli" (akrobata, artista)